# نيشان فرانسيسكو دي ميراندا
يُمنح نيشان فرانسيسكو دي ميراندا ( Orden Francisco de Miranda) من جمهورية فنزويلا تخليداً لذكرى فرانسيسكو دي ميراندا (1754-1816). أُنشئ هذا التكريم والوسام الوطني للاعتراف بالمواطنين الفنزويليين والأجانب الذين ساهموا في العلوم أو في تقدم البلاد أو في العلوم الإنسانية أو الذين قدموا أمثلة على مزايا بارزة. هناك العديد من الاختلافات في هذا الوسام. كان هذا الوسام في الأصل ميدالية عام 1934 ومع ذلك أُقرَّ وسامًا في 28 يوليو 1939.

## التاريخ
أُنشئ هذا التكريم الذي منحه رئيس فنزويلا في ثلاثينيات القرن الماضي. سن القانون السابق الخاص بإقرار أمر فرانسيسكو دي ميراندا في يوليو 1943. في الآونة الأخيرة روجِع القانون بشكل أكبر في عام 2006 حيث أُنشئت المستويات أو التصنيفات المختلفة داخل الوسام وكذلك تحديد الفئات المحتملة من المستلمين.

### الوصف

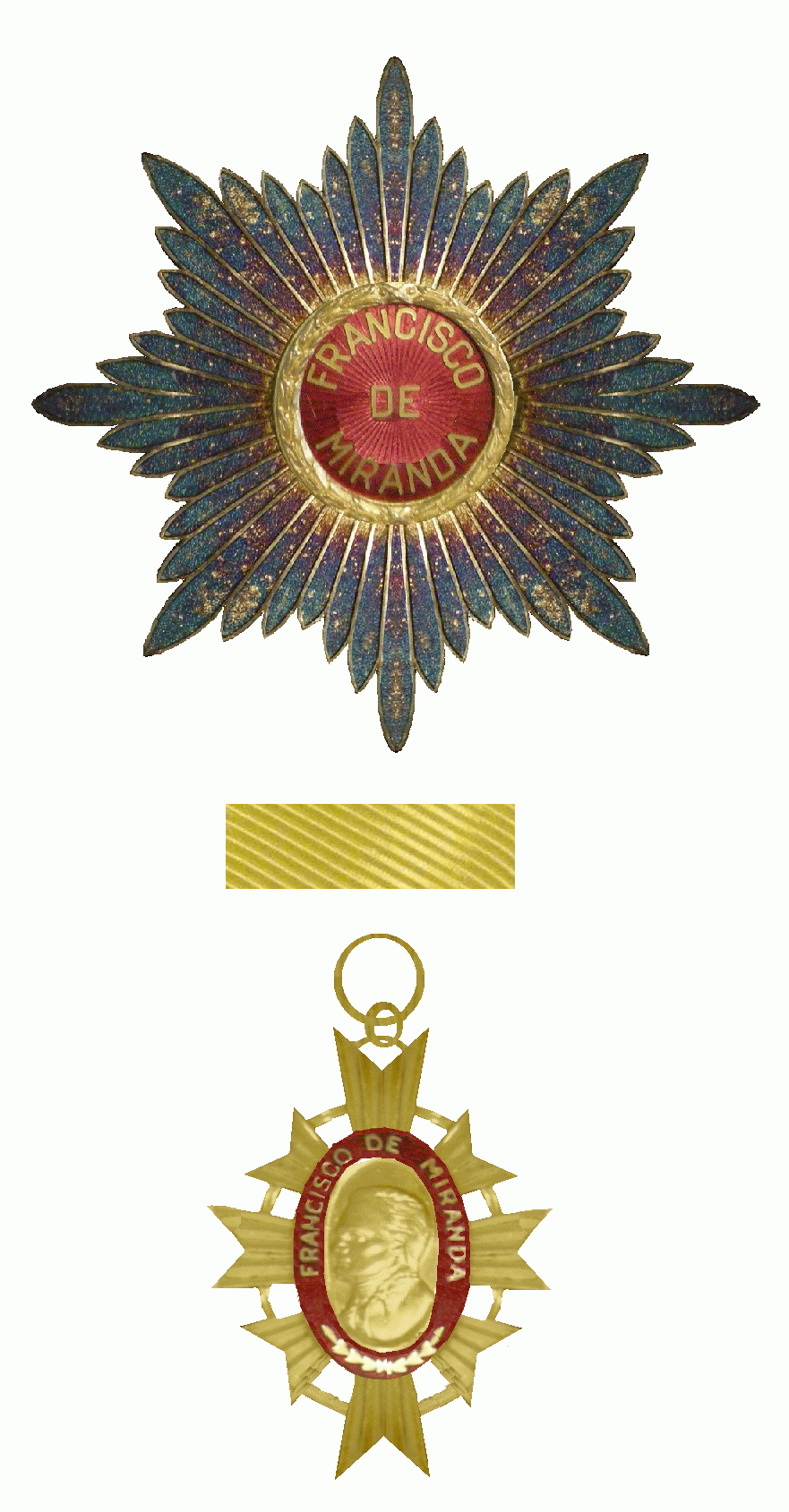
وسام فرانسيسكو دي ميراندا.

تتميز شارة وسم العنق ذات اللون الذهبي بوسط مينا مستطيل كستنائي يُظهر المظهر الجانبي الأيسر لفرانسيسكو دي ميراندا. يظهر الاسم الوطني الفنزويلي منقوشًا في الأرباع العلوية لحزام يشمل الصورة المركزية. تمتد ثمانية من أشعة الشمس من هذه النقطة البؤرية المطلية بالمينا، وهذه الأشعة مدعومة بشريط نيمبوس واحد مطوق من الذهب. يظهر على الوجه صورة منقوشة لشعار جمهورية فنزويلا البوليفارية. الجهاز يقيس حوالي 3-1 / 4 بوصات في القطر وهو مصمم ليتدلى من شريط أصفر لامع وهو 1-3 / 8 بوصة في العرض، و18 بوصة في الطول.
كان المقاول الرسمي للميدالية للحكومة الفنزويلية هو إن إس ماير من مدينة نيويورك.

## المستلمون
| السنة الممنوحة | اسم                           |
| -------------- | ----------------------------- |
| 2020           | تيليسور                       |
| 1958           | هيكتور عبد النور              |
| 2007           | خوزيه أنطونيو آبرو            |
| 2005           | ماريا باروسو                  |
| 2013           | سيزار بينا                    |
| 2007           | جوزيف س. بلاتر                |
| 1965           | جورج إلبرت براون              |
| 1996           | جوزيف ليوبولد بورغ            |
|                | ألفريدو شيراديا               |
| 2009           | كارلوس دي سيينفويغوس          |
| 1962           | هوريستر كونتريراس             |
| 1994           | رافائيل ديل فالي دياز ريكينا  |
|                | ميتو كروس                     |
| 1998           | كاريل ب. دي هاسث              |
| 2003           | إلبانو جيل هيرنانديز          |
| 2005           | ديساكو إيكيدا                 |
|                | ألبرتو جواو جارديم            |
| 1982           | نجيب الزاخم قزمى              |
|                | هاري مانيل                    |
|                | إدواردو ميندوزا جويتيكو       |
|                | عبد الرضا المصري              |
|                | مانويل أوتشوا أكونيا          |
| 1989           | تاي كيم ريموندو "أتان" لي     |
| 1993           | مارتين مارسياليس مونكادا      |
| 1993           | إدواردو راميريز فيلاميزار     |
| 1968           | ويلارد روكويل                 |
| 1979           | مستيسلاف روستروبوفيتش         |
| 1996           | ساتيادو سوه                   |
| 1968           | مونرو إدوارد سباجت            |
| 1993           | خوسيه كارتا تي                |
| 1960           | عبد الله الطريقي              |
|                | حمد بن خليفة آل ثاني          |
| 1999           | شويتشيرو تويوتا               |
| 1978           | الدكتور خوان برناردو فاسكونيز |
| 1989           | ليخ فاونسا                    |
| 1972           | هنري واسنبيرج                 |
| 2021           | سام نجوما                     |

## للاستزادة
- Ley sobre la Condecoración Orden Francisco de Miranda / Law on Condecoration of the Francisco de Miranda Order. المعهد العالمي للمعلومات القانونية، شبكة المعلومات القانونية العالمية. GLIN 195572، 2006.
- واسرمان وبول وجانسي دبليو ماكلين. (1994). الجوائز والتكريمات. ديترويت: شركة جيل للأبحاث.(ردمك 978-0-8103-7906-0)رقم ISBN 978-0-8103-7906-0 ؛ OCLC 1326263
- ويرليش، روبرت. (1965). أوامر وأوسمة جميع الأمم: القديمة والحديثة والمدنية والعسكرية. واشنطن العاصمة: مطبعة كويكر. OCLC 390804

## روابط خارجية
- زخارف فنزويلية (بالإسبانية)